# 宮里藍
宮里 藍（みやざと あい、1985年6月19日 - ）は、日本の女子プロゴルファーである。愛称は「藍ちゃん」。サントリー所属。血液型はB型。
宮里聖志、宮里優作（同じ誕生日）の2人の兄を含め兄妹3人全員がプロゴルファーであり、合わせて「宮里3兄妹」と呼ばれる。同じ沖縄県出身のプロゴルファーの宮里美香とは縁戚関係はない。

## 経歴

### 生い立ち
沖縄県国頭郡東村生まれ。「藍」は、辞書で最初の方に出てくる名前であり、トップがとれるようにと父が名付けた。
2人の兄がゴルフを始めた年齢が3歳だったのに対し、藍は3歳でピアノを習い始めた。しかし、兄達のゴルフについていくうちに、4歳でゴルフを始めた。

### アマチュア時代
1992年（平成4年）に東村立東小学校に入学し、小学1年にコースデビューした。1994年（平成6年）に初のホールインワンを経験し、将来の夢を「ピアノの先生」と言っていた藍はピアノを止めてしまった。
1998年（平成10年）に東村立東中学校に入学すると、バスケットボール部に所属した。しかし、初渡米して世界ジュニア（米国サンディエゴ）に出場するなど、ゴルフは続けた。同校2年時の2000年（平成12年）に地元・沖縄県で開催された「第4回ダイキンオーキッドアマチュアゴルフ選手権」で優勝し、同年3月3日 - 5日開催の「第13回ダイキンオーキッドレディスゴルフトーナメント」で日本女子プロゴルフ協会 (LPGA) ツアーに初出場した。
次兄の優作が、1999年（平成11年）にゴルフの名門・東北福祉大学（宮城県仙台市）に入学し、在学中に「日本学生ゴルフ選手権」で3連覇するなど活躍していたこともあり、中学卒業すると藍も優作を追う形で沖縄を出て、同じ仙台市にある東北高校に2001年（平成13年）に進学した。既に次兄・優作の活躍は、在仙各局の夕方ニュース番組のスポーツコーナーで度々紹介されていたが、藍も高校2年で釜山アジア大会で金メダルを獲得し、アマチュアながらLPGAツアーに参加して、フジサンケイレディスクラシックで優勝争いに加わる（最終順位4位）など、上位に食い込む活躍を始めると「天才兄妹」として紹介されるようになった。仙台にいた優作と藍はこの時期に大いに触れ合う時間を持ったとされ、2人一緒の取材もあった。
次兄・優作が大学4年の2002年（平成14年）12月にプロ宣言し、2003年（平成15年）3月に大学卒業となって環境が変わる中、藍は高校3年になった。次兄・優作がJCBクラシック仙台（同年6月5日 - 8日）で2位になると、一方の藍は日本女子アマチュアゴルフ選手権競技（6月24日 - 28日）で優勝し、在仙台局での注目度も更に上がった。
同年9月26日 - 28日、東北高が所在する宮城県の仙台都市圏で開催された「ミヤギテレビ杯ダンロップ女子オープンゴルフトーナメント」で優勝。10月9日にプロ宣言をして、史上初の高校生プロゴルファーとなった。

## プロ転向後
2004年（平成16年）3月1日に東北高校卒業式を迎えた。卒業生の見送りの際に、1学年後輩のダルビッシュ有が現れたため、保護者が殺到して藍が突き飛ばされるアクシデントがあった。3月5日 - 7日の日程で地元・沖縄県で開催された、同年のLPGAツアー初戦「第17回ダイキンオーキッドレディスゴルフトーナメント」に次兄・優作プロを帯同キャディとして参戦し、プロ初優勝（プロ4戦目）。11月の「エリエールレディスオープン」でも優勝し、年間獲得賞金額が1億円を突破。日本女子ツアーでは不動裕理以来2人目の快挙を達成した。この年賞金女王は逃したが、ツアー5勝を挙げ、賞金ランキング2位に入った。2004年日本プロスポーツ大賞新人賞を受賞。男子も含めゴルフ人気は長く低迷していたが、宮里藍のライバルの横峯さくらとともに女子プロゴルフ界のニュー・ヒロインとして注目され、テレビ中継の視聴率が10%を超えるなどゴルフ人気の復活に貢献した。また、同年のワイドショー露出時間ランキングでは10代部門で福原愛（アテネ五輪・女子卓球日本代表）に続いて2位となり、スポーツニュース以外でも注目を集めた。なお、アテネ五輪では柴田亜衣や大友愛らも注目されており、2004年は『アイちゃんの年』だったとも言われる。長兄の宮里聖志は、同年12月の「アジア・ジャパン沖縄オープン」でプロゴルファーとしての初優勝を果たしている。
2005年（平成17年）2月11日-13日、第1回ワールドカップ女子ゴルフ（南アフリカ）に日本代表として出場し、韓国・アメリカ・オーストラリアなどの強豪国を抑えて優勝した。最終日はそれまで絶好調でチームを引っ張ってきたペアの北田瑠衣が終始不調であったが、それを補って余りあるバーディーラッシュを見せた。
メジャー大会では、初挑戦だった2004年（平成16年）7月末の全英女子オープンは予選落ちするも、翌2005年（平成17年）には11位タイでフィニッシュ、2006年（平成18年）の出場資格を獲得した。2005年度の女子メジャー大会第1戦クラフト・ナビスコ選手権で予選を通過し、同年7月末の最終戦全英女子オープンでメジャー自己最高の11位に入った。6月末の「世界女子マッチプレー選手権」では3回戦まで進出している。
2005年（平成17年）10月に開かれた日本女子オープンゴルフ選手権競技において、感涙の公式戦初優勝を達成、史上最年少の20歳3か月でのツアー通算10勝、並びに同大会史上最年少優勝も獲得した。この大会の最終日、2005年（平成17年）10月2日は「藍ちゃん人気」も手伝ってギャラリー数が史上初めて2万人を超え、また大会全体でも4万人の大観衆を集めた。この後も10月末の「樋口久子IDC大塚家具レディス」に勝ち、11月の「エリエールレディスオープン」大会2連覇も達成している。最終戦を残したこの時点で、賞金ランキング1位であり、最年少賞金女王の可能性もあったが、米国LPGAツアー最終予選会出場のため、最終戦は欠場した。（この年の賞金ランキングは2位）

### USLPGAツアー挑戦
米国LPGAツアーへの参戦を目指してツアー出場資格を懸けた最終予選会（2005年11月-12月・米フロリダ州デイトナビーチ）に出場。5日間90ホールの厳しい戦いを、トータル17アンダー、2位と12打差と圧勝、1位で2006年（平成18年）のLPGAツアーカードを取得した。これらの数字は、予選会が5日間となった前年の1位ポーラ・クリーマーの11アンダーを上回り、また1973年（昭和48年）に予選会の制度ができて以来、2位との差の新記録となった。
2006年度（平成18年度）から、宮里はロサンゼルスを拠点に、米国ツアーを主戦場にした。この年から女子プロゴルフにも「世界ランキング」が導入され、宮里は最初に発表された2006年（平成18年）2月20日付のランキングで6位に入った。主な成績は、メジャー大会の全米女子プロゴルフ選手権3位、全英女子オープンゴルフで9位入賞がある。この年は米国ツアー出場21大会中、19大会で予選を通過し、賞金ランキングでも22位に入った。2007年（平成19年）のクラフト・ナビスコ選手権では15位に入っている。2006年（平成18年）からもその兆候はあったが、2007年度（平成19年度）は連続5回予選落ち（うち、1回は棄権）するなど、これまでにない不振に陥っている。
2009年度（平成21年度）は、7月26日にフランスで開催されたエビアン・マスターズでLPGAツアー初優勝を果たすなど活躍を見せ、米国女子賞金ランキング3位と飛躍の年となった。
2010年（平成22年）は開幕戦のホンダLPGA（タイ・パッタヤー / サイアムCC）にて、最終日スタート時点の6打差をひっくり返して逆転優勝、第2戦となるHSBC女子チャンピオンズ（シンガポール / タナ・メラCC）でも通算10アンダーで優勝を飾ったため、LPGAツアーとしては、1966年（昭和41年）のマリリン・スミス以来44年ぶり・史上5人目（日本人初）の開幕からの2週連続優勝を達成。第5戦のトレスマリアス選手権（メキシコ・モレリア / トレスマリアスGC）でも通算19アンダーで優勝を果たした。6月20日、米国ニュージャージー州ギャロウェーのドルチェ・シービュー・リゾート ベイコースで行われたショップライト・クラシックにおいて通算16アンダーで米国本土初勝利を果たし、1987年（昭和62年）に岡本綾子が記録した日本人最多のシーズン4勝に並び、申智愛に次いで2位につけていた世界ランキングにおいても、6月21日付けで日本人初となる1位となった。8月22日にはセーフウェー・クラシックで勝利し、米女子ツアー日本人最多のシーズン5勝目、米女子ツアー通算6勝目を挙げた。2012年11月、模範的な選手に贈られる「ウィリアム&モージー・パウエル賞」を、日本人として初めて、受賞した。

### 現役引退
2017年（平成29年）3月6日、宮里3兄妹らの活躍を顕彰する「東村文化・スポーツ記念館」の落成式に出席。5月26日、2017年シーズン限りでの現役引退を表明した。

### 引退後
2018年（平成30年）6月21日、かねてから交際していた、米ツアーに本格参戦した2年目の2007年から現在までマネジャーを務めている座親匠（ざおや・たくみ）と、33歳の誕生日である6月19日に入籍したことを発表した。
2018年に第28回大会を迎えたサントリーレディスオープンは、宮里藍を大会アンバサダーに迎えて大会名称を「宮里藍サントリーレディスオープンゴルフトーナメント」と改称。この大会では各ホールのコースセッティングを行っているほか、ジュニアクリニックなど各種のイベントに参加している。
宮里らが活躍した頃ゴルフに興味を持ったジュニア出身者黄金世代などがツアートーナメントで活躍する様になった。
2021年7月13日、第1子の妊娠を発表。12月12日、第1子女児の出産を報告。

## 優勝記録

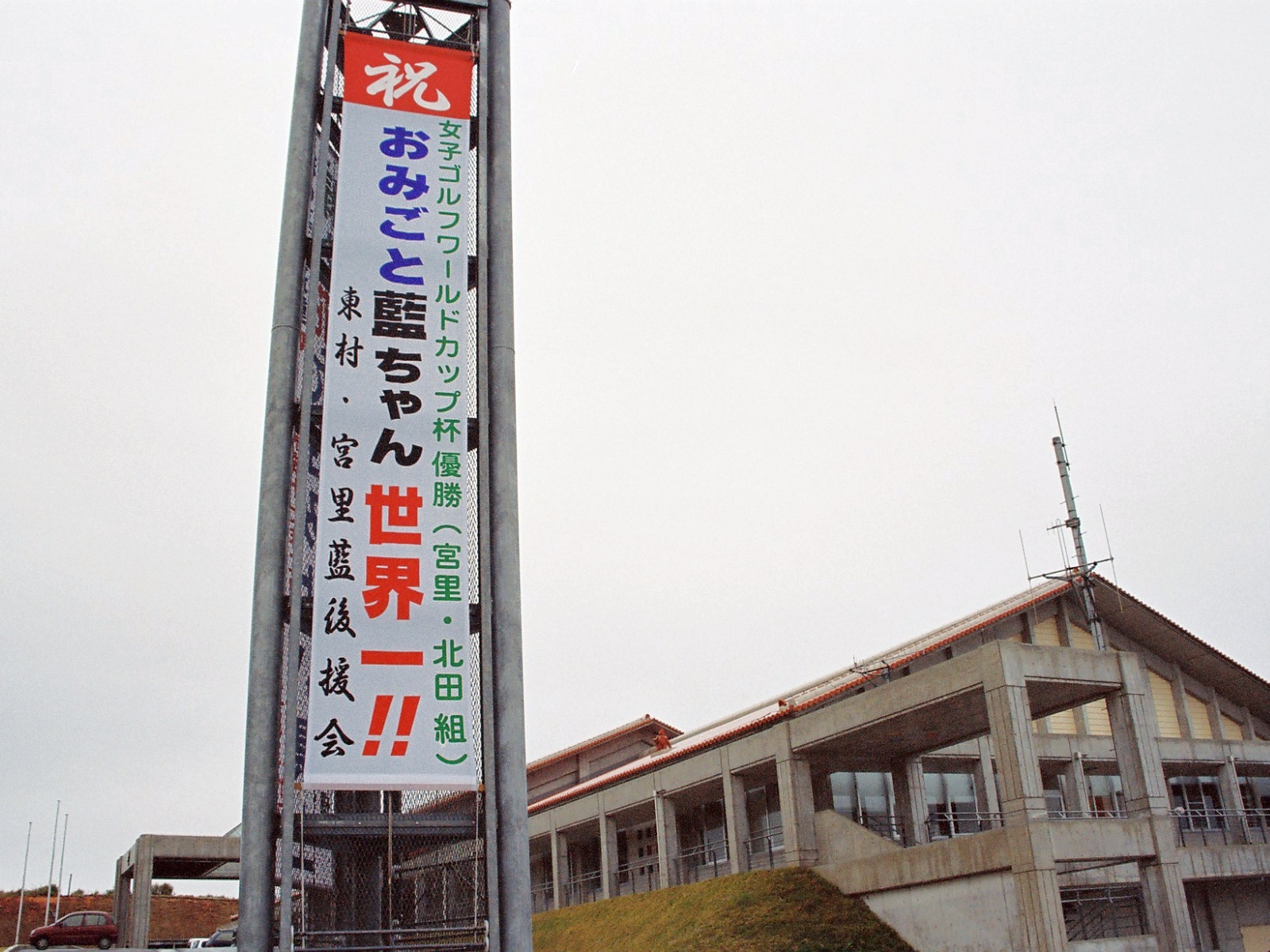
宮里藍が女子ワールドカップで優勝した際に、東村役場に掲出された祝福メッセージ（2005年2月撮影）

### JLPGAツアー
- 2003年
  - ミヤギテレビ杯ダンロップ女子オープンゴルフトーナメント
- 2004年
  - ダイキンオーキッドレディスゴルフトーナメント
  - サントリーレディスオープンゴルフトーナメント
  - アピタ・サークルK・サンクスレディス
  - マスターズGCレディース
  - 大王製紙エリエールレディスオープン
- 2005年
  - ヴァーナルレディース
  - 中京テレビ・ブリヂストンレディスオープン
  - 新キャタピラー三菱レディース
  - 日本女子オープンゴルフ選手権競技
  - 樋口久子IDC大塚家具レディス
  - 大王製紙エリエールレディスオープン
- 2006年
  - 日本女子プロゴルフ選手権大会コニカミノルタ杯
  - ミヤギテレビ杯ダンロップ女子オープンゴルフトーナメント
- 2009年
  - SANKYOレディースオープン

### LPGAツアー
- 2009年
  - エビアン・マスターズ
- 2010年
  - ホンダLPGAタイランド
  - HSBC女子チャンピオンズ
  - トレスマリアス選手権
  - ショップライトLPGAクラシック
  - セーフウェー・クラシック
- 2011年
  - エビアン・マスターズ
- 2012年
  - LPGAロッテ選手権
  - ウォルマートNWアーカンソー選手権

## 大会成績
| 大会             | 2004 | 2005 | 2006 | 2007 | 2008 | 2009 | 2010 | 2011 | 2012 | 2013 | 2014 | 2015 |
| ---------------- | ---- | ---- | ---- | ---- | ---- | ---- | ---- | ---- | ---- | ---- | ---- | ---- |
| ANA              | DNP  | T44  | T29  | T15  | T31  | 69   | CUT  | T33  | T56  | T55  | T67  | T41  |
| PGA選手権        | DNP  | DNP  | T3   | CUT  | CUT  | DNP  | T3   | CUT  | T6   | T15  | CUT  | DNP  |
| 全米女子オープン | DNP  | CUT  | T28  | T10  | T27  | T6   | T31  | T6   | T28  | T11  | CUT  |      |
| 全英女子オープン | CUT  | T11  | 9    | T58  | 5    | T3   | T9   | CUT  | T26  | CUT  | T45  |      |
| エビアン選手権   |      |      |      |      |      |      |      |      |      | T15  | CUT  |      |

- DNP = 出場せず
- CUT = 予選落ち
- "T" = 順位タイ
- 黄色はトップ10

## 出演
プロ宣言直後の2003年（平成15年）10月26日、この日よりJR東日本のSuicaが仙台地区でのサービスが開始され、仙台駅でそれを記念するイベントが開催された。宮里もイベントに参加し、当時の浅野史郎宮城県知事らとともにステージに特設された改札機をsuicaを使って通り、アピールに一役買っている。
河北新報（宮城県および東北地方のブロック紙）では、出身高校の関係で、その活躍ぶりを宮城県関連のニュースとして報道されている。

### TV番組
- 日経スペシャル ガイアの夜明け 藍とさくらの代理戦争 ～女子ゴルフに賭けたビジネスマンたち～（2005年11月1日、テレビ東京）[27]。- ゴルフ用具メーカーの新商品開発を取材。
- 宮里藍のビッグゴルフ in USA（テレビ東京）
- おしゃれイズム（日本テレビ 2010年1月10日）

### CM
- WORLD WING（NTTドコモ）
- エアーサロンパスEX（2004年- 久光製薬） - 東北高校で1年後輩のダルビッシュ有とも共演した
- あしたに続く写真（2004年秋 富士フイルム）
- タイヤセーフティー（2006年- ブリヂストン）
- TOUR STAGE V10（2006年- ブリヂストンスポーツ）
- 本田技研工業（2006年- ）
  - フィット 『Backspin』篇（2006年4月- ）、『Long Long Hole』篇（2007年1月- ）
  - 環境広告 『アースルーム／FIT』篇（2007年12月- ）、『アースルーム／INSPIRE』篇（2008年1月- ）
- ルームエアコン霧ヶ峰（三菱電機）
- 明治アーモンドチョコレート（明治製菓）
- 宮里三兄弟内蔵 SEGAGOLFCLUB（SEGA）
- DAKARA 『健康大好き国民』シリーズ篇 齋藤孝、土屋アンナ、堂本剛、城島健司、アニマル浜口、キングコング、青木さやかと共演（2005年3月29日- サントリー）
- 国民年金基金（2004年7月 - 2007年3月。4月より長澤まさみに交代）
- JAL（200?年- ）
- キシリッシュ（明治製菓）

## 関連情報

### 著書
- 『I am here.―「今」を意識に刻むメンタル術 』（2008年、角川・エス・エス・コミュニケーションズ、ISBN 978-4827550436）

### 関連書籍
- 松井宏員『宮里藍 ドリーム・ショット』毎日新聞社、2003年12月。ISBN 4620316687。
- 本郷陽二『スポーツのニューヒロイン〈1〉宮里藍物語』汐文社、2005年9月。ISBN 481138024X。
- 柳田通斉『宮里藍―世界にはなつミラクルショット (シリーズ・素顔の勇者たち)』旺文社、2007年4月。ISBN 9784010725573。
- 宮里聖志『宮里流でもっと上手くなる―聖志、優作、藍の実戦レッスン』二見書房、2007年10月。ISBN 9784576071299。
- 『藍のゴルフ』ロングセラーズ、2010年8月。ISBN 9784845421916。
- 『宮里藍―夢への扉を開け! (スポーツスーパースター伝)』ベースボールマガジン社、2010年9月。ISBN 9784583102948。
- 宮里優『そうか!「ゆっくり上げる」から、強いんだ。―宮里藍が「これだけは!」守る、父が教えたゴルフの基本』ゴルフダイジェスト社、2010年11月。ISBN 9784772841221。
- 安藤幸代『最高の涙―宮里藍、世界女王への道』幻冬舎、2010年12月。ISBN 9784344415720。